# Abagrotis negascia
Abagrotis negascia är en fjärilsart som beskrevs av Smith 1908. Abagrotis negascia ingår i släktet Abagrotis och familjen nattflyn. Inga underarter finns listade i Catalogue of Life.